# گیرنده دیجیتال تلویزیون

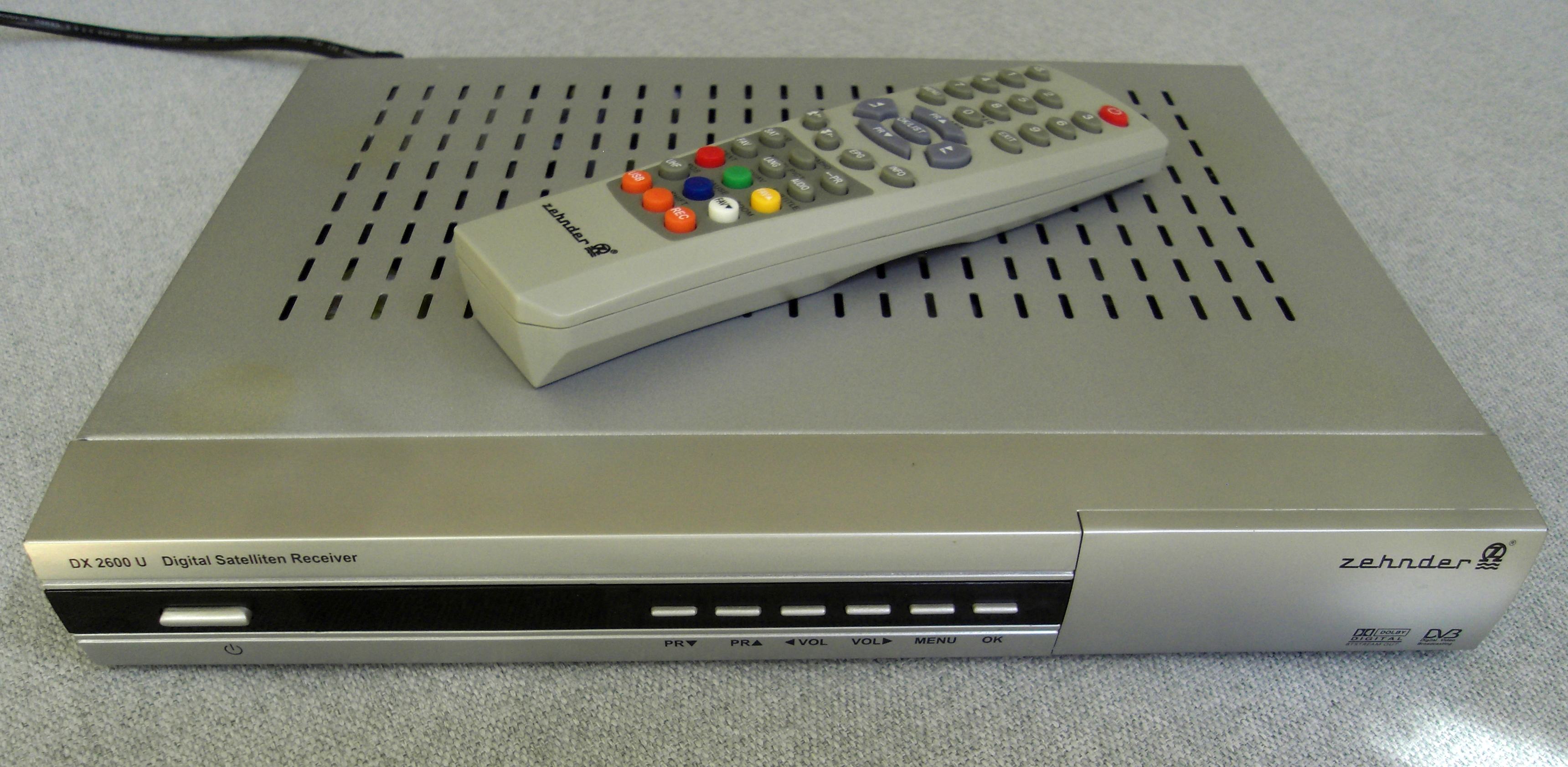
یک گیرندهٔ تلویزیون ماهواره‌ای از برند Zehnder

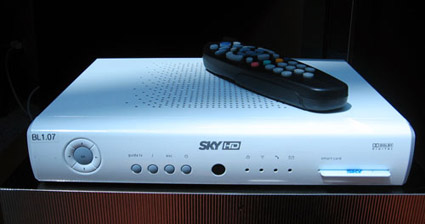
یک گیرندهٔ تلویزیون ماهواره‌ای به همراه کارت مخصوص بازگشایی کانال‌های رمزگذاری‌شده

گیرندهٔ دیجیتال تلویزیون که در ایران به آن رسیور یعنی گیرنده هم می‌گویند، (به انگلیسی: STB: Set-Top Box)، یک دستگاه سامانهٔ اطلاعاتی است که معمولاً دارای یک تنظیم‌کننده تلویزیون برای ورودی است و خروجی را به تلویزیون می‌دهد، این دستگاه سیگنال‌ها را از یک منبع خارجی مانند کابل اِترنت، ال ان بی، کابل هم‌محور یا حتی آنتن سادهٔ قیاسی دریافت می‌کند و سپس آن‌ها را رمزگشایی و برای تلویزیون می‌فرستد، گیرندهٔ دیجیتال در انواع گوناگونی برای پشتیبانی و استفاده از تلویزیون ماهواره‌ای، تلویزیون زمینی، تلویزیون اینترنتی و تلویزیون کابلی تولید می‌شوند، در ایران به‌طور معمول به گیرنده‌های دیجیتال تلویزیون زمینی همان «گیرندهٔ دیجیتال» گفته می‌شود در حالی‌که به گیرنده‌های دیجیتال تلویزیون ماهواره‌ای «رسیور یا گیرندهٔ ماهواره‌ای» می‌گویند.
برای دریافت تلویزیون اینترنتی نیاز به یک گیرندهٔ دیجیتال مخصوص تلویزیون اینترنتی است که قابلیت ارتباط دو-سویه و رابط شبکه داشته باشد.

## نحوهٔ کارکرد
دستگاه گیرندهٔ دیجیتال یک تبدیل‌گر است که سیگنال‌ها را از منابع مختلف (برحسب نوع گیرندهٔ دیجیتال) دریافت کرده و طی یک فرایند پردازش، آن را تبدیل به صدا و تصویر کرده و آمادهٔ پخش برای تلویزیون می‌کند. البته این تبدیل می‌تواند به صورت رله‌ای و تکرار باشد یعنی آر اف را دریافت و برای ورودی تلویزیون، خروجی آر اف را آماده کند یعنی تلویزیون فقط به عنوان یک نمایشگر عمل می‌کند (دریافت صدا، تصویر و نمایش آن) که در این صورت نقش گیرندهٔ دیجیتال حدود ۸۰٪ و نقش تلویزیون تنها ۲۰٪ خواهد بود. گیرندهٔ دیجیتال فقط در حد یک مبدّل ساده که در تلویزیون‌های قیاسی وجود دارد نیست بلکه دارای عملکرد پیچیده‌تری است.

## انواع گیرندهٔ دیجیتال
گیرنده‌های دیجیتال به دوصورت خارجی و داخلی موجود هستند:
خارجی:
گیرنده‌های خارجی به دو صورت رومیزی و مخفی (کوچک) موجود هستند که پشت تلویزیون قرار گرفته و استفاده می‌شود
داخلی:
این نوع گیرنده نیز به دو صورت، داخل تلویزیون و داخل رایانه وجود دارد

## جستارهایوابسته
- تلویزیون دیجیتال
- تلویزیون ماهواره‌ای
- تلویزیون دیجیتال زمینی